# Опиум в Иране

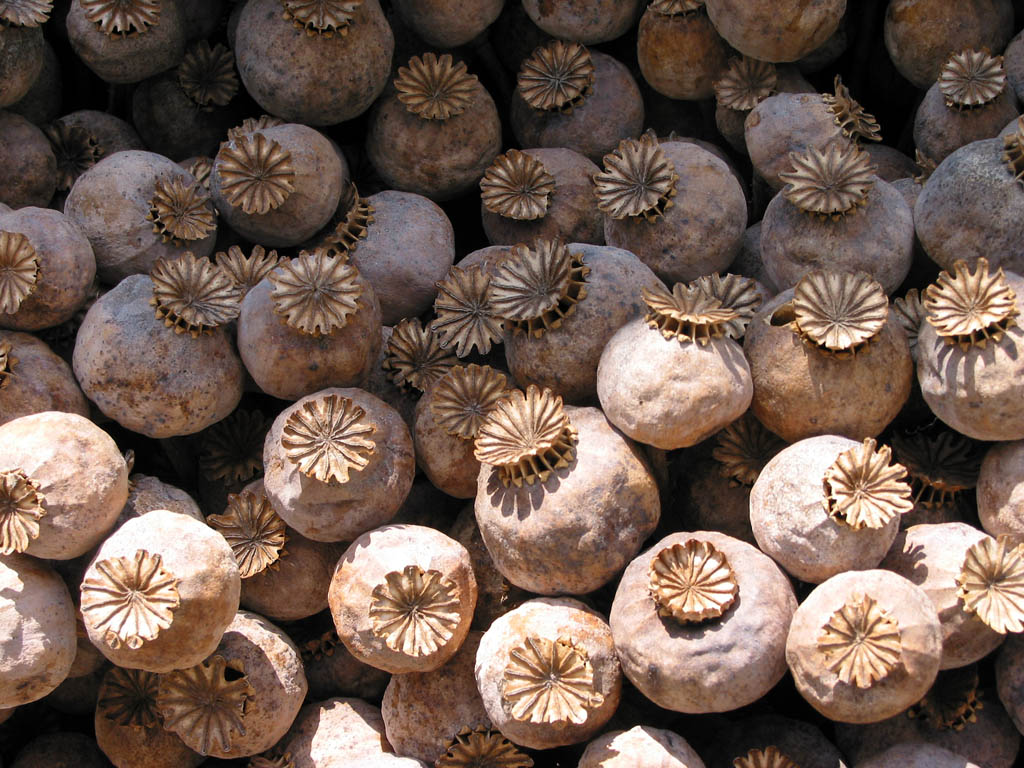
Опиум «Золотого полумесяца»

Проблема опиума в Иране заключается во всеобщей доступности наркотика. Страна имеет самый высокий показатель потребления опиума на душу населения в мире. В Тегеране ежедневно употребляется 4000 кг наркотика. 2,8 % жителей страны в возрасте старше 15 лет хотя бы раз употребляли опиум. По данным правительства Ирана, число наркоманов в стране превышает 2 млн человек. Большое количество опиума привозится через восточную границу из Пакистана и Афганистана с плантации «Золотой полумесяц». В Иране чаще, чем в любой другой стране мира, органы правопорядка ловят наркоторговцев, однако правительство подчёркивает, что полиция перехватывает лишь крошечную часть дилеров, ежегодно распространяющих в стране тысячи тонн сильнодействующего наркотика.
В Иране продаётся самый дешёвый опиум в мире. Для сравнения, даже низкокачественное пиво в республике стоит дороже. В городе Захедан, например, 3 грамма опиума можно приобрести всего за 10 000 иранских риалов, что равноценно 1 доллару США, а 1 кг наркотика стоит 330 долларов. В городе Забол можно приобрести опиум ещё дешевле: за 1 доллар США наркоман получит 5 грамм опиума. В данном наркотике иранцы ценят не только дешевизну, но и отсутствие запретов в священных писаниях Корана. Алкоголь, например, запрещён религией, причём продажа вино-водочных изделий контролируется законом гораздо жёстче.